# Gipsstollen (Neckarzimmern)

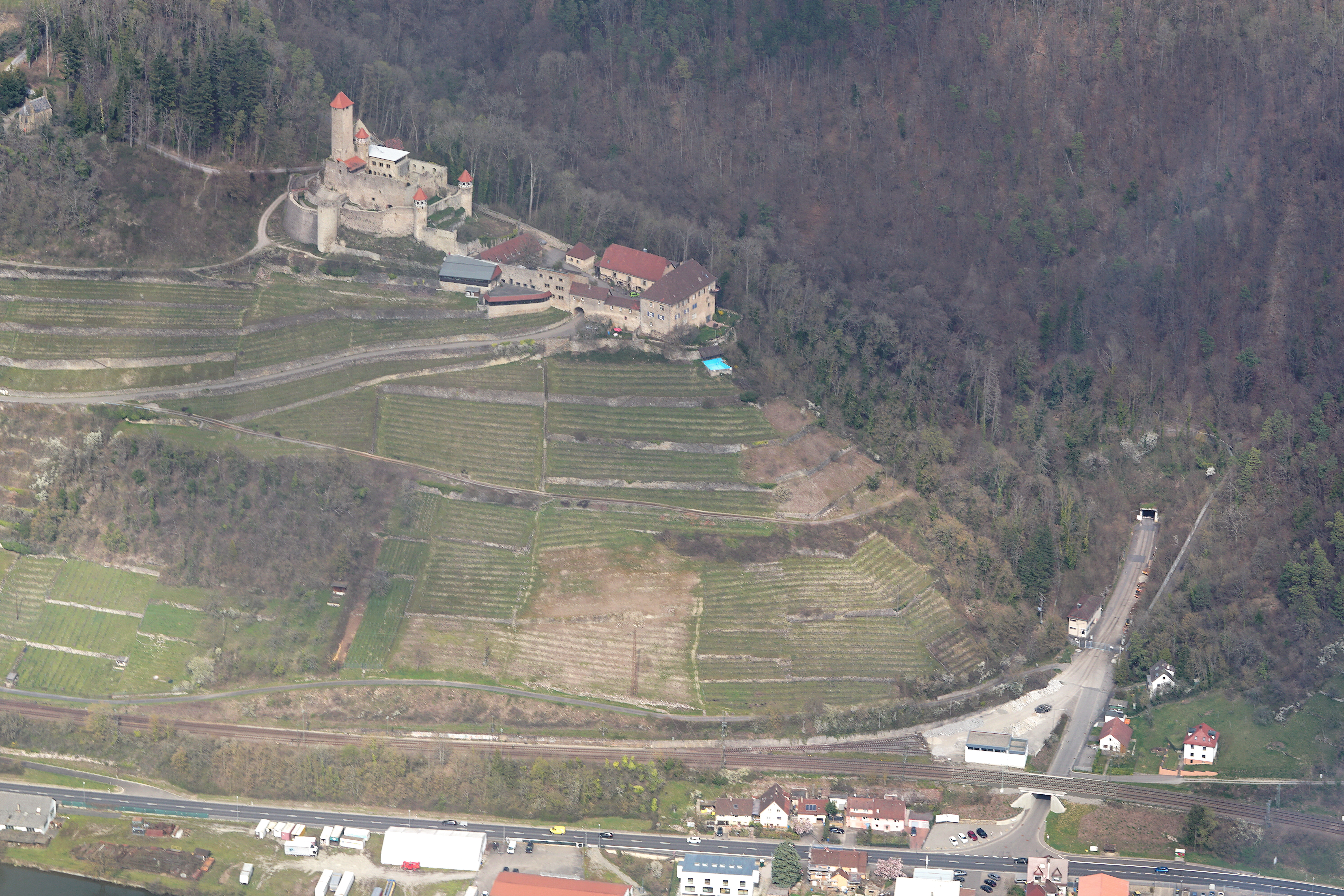
Neckarzimmern, Burg Hornberg sowie die Schwerlasteinfahrt in die Stollen der Untertageanlage (UTA) der Bundeswehr

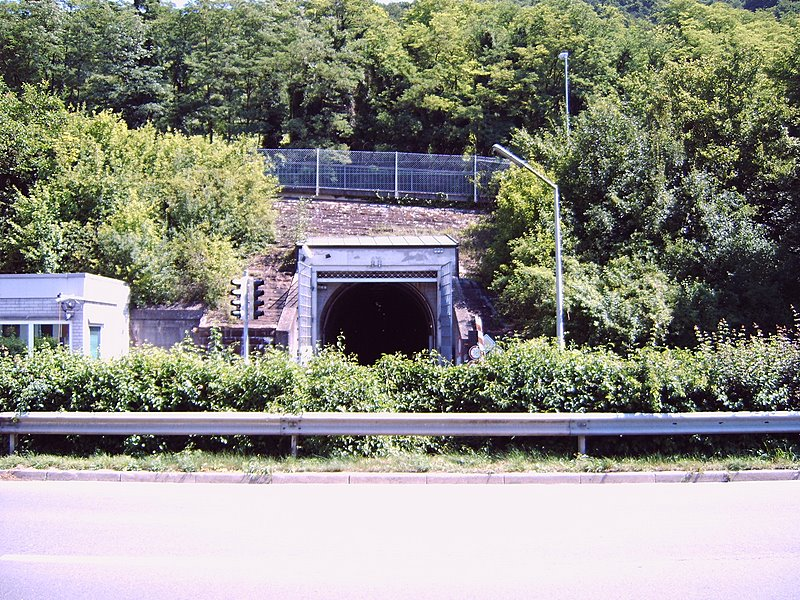
Eingang zum Gipsstollen an der B 27 in Neckarzimmern

Der Gipsstollen in Neckarzimmern im Neckar-Odenwald-Kreis ist ein weitverzweigtes Stollensystem, in dem etwa 170.000 m² Fläche sowie mehr als 40 km Straßen- und Schienenwege von der Bundeswehr genutzt werden. Das ursprüngliche Gipsbergwerk, die auf das 18. Jahrhundert zurückgehende Grube Hornberg, spielte bereits in der Kriegswirtschaft der beiden Weltkriege eine wichtige Rolle. Manche der Zufahrten befinden sich unmittelbar an der B 27.

## Geschichte

### Früher Abbau von Kalkspat
Bereits im frühen 18. Jahrhundert wurde Kalkspat in den zur Burg Hornberg gehörenden Weinbergen am Neckar im zu Neckarzimmern gehörenden Weiler Steinbach abgebaut. Der Kalkspat wurde damals als Marmor-Alabasterstein verkauft. Darüber kam es zwischen der kurpfälzischen Regierung und der damaligen Grundherrschaft von Gemmingen-Hornberg zum Streit, da sich die Kurpfalzregierung das Besitzrecht über das Vorkommen anmaßte. Ein späterer Prozess stellte jedoch klar, dass die Freiherren von Gemmingen die rechtmäßigen Eigentümer waren. Zunächst wurde das abgebaute Gestein vorwiegend zum Kalkbrennen benutzt, später auch an diverse Porzellanfabriken verkauft. 1739 erreichte die persönliche Bitte des Kurfürsten Karl Philipp die Freiherren von Gemmingen-Hornberg, Marmor für eine Brunnenpyramide in Mannheim zu liefern. Nachdem darauf hingewiesen worden war, dass es sich bei dem gewonnenen Stein nicht um Marmor handelt, wurde lediglich ein Block gegen Bezahlung geliefert.

### Schürfkonzessionen und Spekulation im 19. Jahrhundert

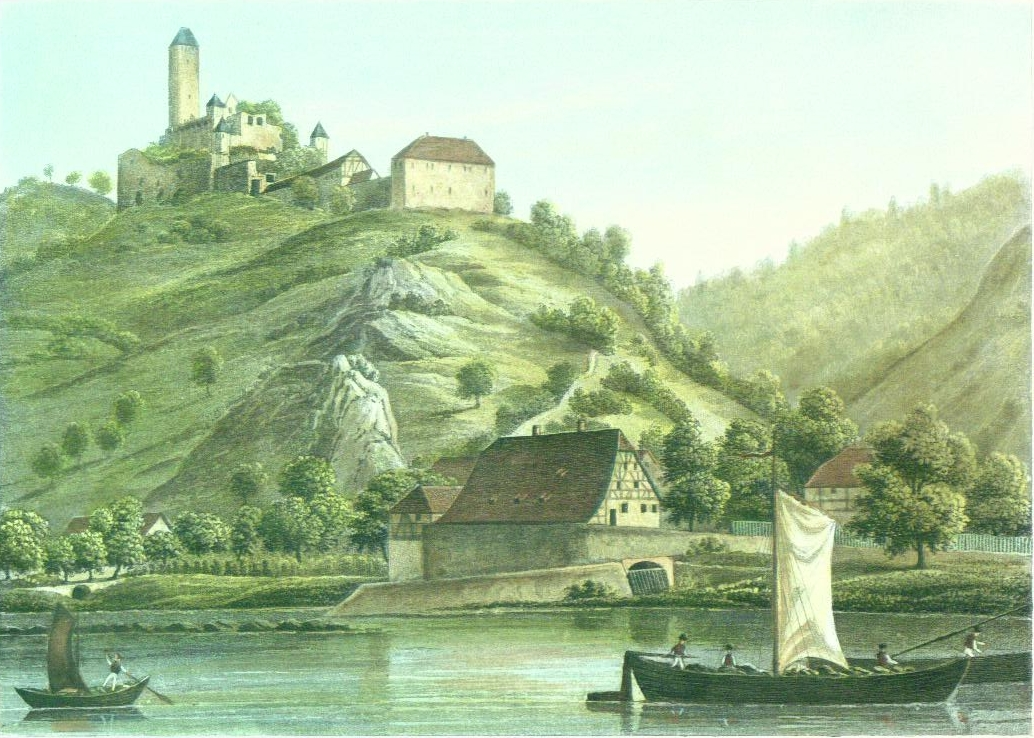
Burg Hornberg und Mühle in Neckarzimmern 1840

Mühle Steinbach mit Erweiterungen zur Schneid- und Gipsmühle 1891

Bei dem Vorhaben, in Steinbach einen neuen Brunnen graben zu wollen, stieß man 1841 ungefähr 22 Fuß tief auf förmliche Gipsfelsen. Nach diesem Fund ersuchten noch im Januar 1841 der Müllermeister Maysack, der die Neckarmühle in Steinbach betrieb, sowie die Herren Wilhelm Gänger und Philipp Höllmüller aus Neckarzimmern beim damals zuständigen Bezirksamt in Neudenau um einen Schürfschein auf Gips in Steinbach. Im darauffolgenden Februar erhielt Maysack von der Direktion für Forstdomänen und Bergwerke in Karlsruhe einen Schürfschein auf Gips für Steinbach. Zeitgleich erhielten Höllmüller und Gänger gemeinsam einen Schürfschein für Neckarzimmern. 1849 erhielten noch einige weitere Personen Schürfscheine und wurden mit der Gipsgrube belehnt; zugleich gab Gänger seinen Schürfschein zurück, da er nicht den gewünschten Erfolg hatte. In der Folgezeit gab es einige weitere Wechsel, bis schließlich 1889 ein Herr Messner die Schneid- und Gipsmühle an einen Herrn Espenschied aus Mannheim verkaufte. Dieser ersuchte umgehend um Erlaubnis zum Errichten einer Zementfabrik. Hierzu erging auch eine gewerbepolizeiliche Erlaubnis, nicht jedoch die hierfür ebenfalls notwendige wasserpolizeiliche Erlaubnis, wegen Espenschieds Weigerung, die genauen Pläne der Anlagen, welche die Wasserkraft des Neckars nutzen sollten, vorzulegen. Es wurde vermutet, dass der vorgeschobene Bau der Zementfabrik nur dazu dienen sollte, nach Erhalt der Konzession die Mühle samt Stollen mit großem Gewinn wieder zu verkaufen. Dazu passten auch diverse Verkaufsannoncen, in denen er die Mühlenstärke mit 800 Pferdestärken angab, obwohl es in Wahrheit lediglich 30 PS waren. Schließlich ging 1891 das „Gips- und Wassertriebwerk“ an die Freiherren von Gemmingen-Hornberg. Allgemein war man im Ort über diese Entwicklung zufrieden, da den Besitzern in der Vergangenheit wiederholt das Betriebskapital ausgegangen war. Der Gipsstollen und der mit ihm verflochtene Mühlenbetrieb erfuhren nun einen langsamen aber stetigen Aufschwung. Wenige Jahre später waren mehrere Dutzend Mitarbeiter in der Gipsbrennerei, Getreide- und Sägemühle sowie im Stollen ständig beschäftigt. Gefertigt wurden u. a. Gipsdielen.

### Rüstungsproduktion der BASF im Ersten Weltkrieg
Wenige Jahre vor dem Ersten Weltkrieg gelang es, das zuvor nur in Kokereien anfallende Ammoniak nach dem Haber-Bosch-Verfahren (Patentanmeldung 1910 durch die BASF) großtechnisch unter Verwendung von Gips herzustellen. Ammoniak war ein wichtiges Zwischenprodukt zur Herstellung von Ammoniumnitrat, das sowohl als Düngemittel Verwendung fand, als auch zur Herstellung von Sprengstoffen (ANC-Sprengstoffe, ANNM) sowie zur Herstellung von Salpeter und weiteren Chemikalien. Daraufhin war die BASF unter großer Geheimhaltung über Strohmänner auf der Suche nach geeigneten Gipsvorkommen in der Nähe ihres 1913 in Ludwigshafen-Oppau errichteten Werkes. Schließlich wurden sie in Neckarzimmern fündig und die BASF einigte sich mit den Freiherren Franz und Max von Gemmingen-Hornberg am 1. Mai 1914 über die Nutzung des Stollens samt Rollbahnanlage, Hütte (vermutlich die Gipsbrennerei) und Mühle. Zugleich wurde das Lehnsrecht über die Gipsgrube von 1881 erneuert. Jedoch durften sämtliche Anlagen nur unter Tage errichtet werden. Die Errichtung von größeren Anlagen über Tage war ausdrücklich ausgeschlossen, lediglich ein Bürogebäude wurde 1915 errichtet, das heute vom Gipswerk Neckarzimmern genutzt wird.

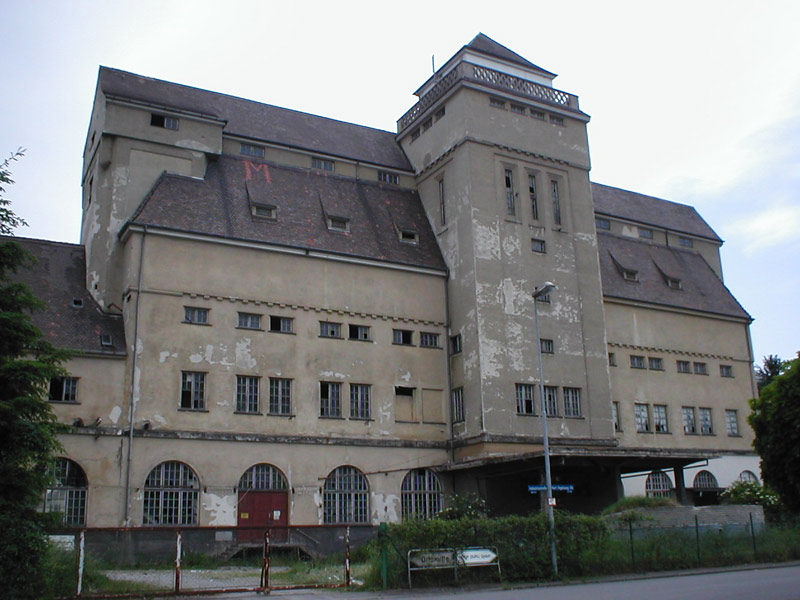
Die Alte Mälzerei ehemals ein Bauwerk des Reichsschwefelwerks in Haßmersheim

Die BASF erweiterte das Bergwerk erheblich. Wegen des akuten Mangels an Kalisalpeter nach Ausbruch des Ersten Weltkrieges drängte der deutsche Generalstabschef Erich von Falkenhayn die BASF zur großtechnischen Herstellung von Ammoniak für die deutsche Rüstungsindustrie. In der Folge wurde der Gipsabbau in Neckarzimmern intensiviert, zeitweise sollen bis zu 500 Bahnwaggons Material täglich den Stollen verlassen haben und in langen Zügen nach Ludwigshafen-Oppau gefahren worden sein. Da auch Schwefel zu den kriegswichtigen Mangelgütern zählte, wurde ab 1916 im benachbarten Haßmersheim das Reichsschwefelwerk errichtet, das ebenfalls Gips aus Neckarzimmern bezog. Im Stollen arbeiteten zu jener Zeit auch viele Kriegsgefangene, die im für das Reichsschwefelwerk errichteten Barackenlager in Haßmersheim untergebracht waren. Im Stollen wurde das gewonnene Gestein mittels einer Bahnanlage mit Benzollokomotive zu einer Drahtseilbahn gefahren. Diese transportierte es weiter zu Brechern und Mühlen, die täglich 1.800 Tonnen (Stand 1922) Gips mahlen konnten. Die Stromversorgung erfolgte durch eine Kraftstation, die in der vormaligen Mühle eingerichtet wurde, die auch den Ort Neckarzimmern mit Strom versorgte. In alten Grubenplänen kann man erkennen, dass alle Lokschuppen, Werkstätten und Sprengstoffdepots sowie ein Teil der Büros unter Tage im Stollen gelegen waren. Die durch die Stollenerweiterungen notwendig gewordenen neuen Abbauflächen unter dem Steinbacher Wald erlangte die BASF durch einen Vertrag mit der Gemeinde Neckarzimmern. Das hinzugewonnene Areal umfasste etwa 23 ha, wofür die Gemeinde eine Entschädigung von 120.000 Mark erhielt. Ein ähnlicher Vertrag wurde auch mit Franz von Gemmingen-Hornberg für eine weitere Fläche von etwa gleicher Größe geschlossen.
Der Gipsstollen in Neckarzimmern und das Reichsschwefelwerk in Haßmersheim verfügten im Ersten Weltkrieg gemeinsam über eine eigene Poststelle mit eigenem Poststempel.
Bis 1929 wurden der Stollen und die Anlagen von der BASF betrieben. Wegen neu entwickelter technischer Verfahren wurde der abgebaute Gips jedoch für die Ammoniakherstellung nicht mehr benötigt, und die BASF stellte 1929 den Bergbaubetrieb ein. Danach führte die Firma Portland-Zement den Gipsabbau, allerdings in weit geringerem Umfang, fort. Die Bezahlung wurde an den Grubenbesitzer entrichtet, erfolgte nach der geförderten Gipsmenge und betrug zwischen drei und fünf Pfennig je Tonne Rohgips.

### „Baubetrieb Neustadt“ im Zweiten Weltkrieg
Mitte der 1930er Jahre begann sich der Reichsfiskus für die Anlage zu interessieren. Man beabsichtigte die Untertageanlage als Munitionslager für die Wehrmacht zu nutzen. Daraufhin versuchte die Familie von Gemmingen-Hornberg, die Firma BASF wieder zur Aufnahme des Gipsabbaus zu bewegen. Diese Versuche blieben jedoch erfolglos. Unter der Drohung einer entschädigungslosen Enteignung seitens des Reichsfiskus' sah sich die Familie schließlich 1938 zur Einwilligung über eine Grunddienstbarkeit als Munitionslager genötigt, die mit 10.000 Reichsmark pro Jahr entschädigt wurde. Ein 1942 geschlossener Zusatzvertrag sah vor, dass der Erlös des weiterhin betriebenen Gipsabbaus, mittlerweile 88,2 Reichspfennige pro Tonne, je zur Hälfte an die Eigentümerfamilie und den Staat gingen.
Bei der Munition, die man im Stollen einzulagern plante, handelte es sich um die in der ab 1939 erbauten Heeresmunitionsanstalt Siegelsbach endmontierten Artilleriegranaten. Allerdings kam es nie zu einer solchen Einlagerung, da die geplante direkte Bahnstrecke von Siegelsbach nach Neckarzimmern nicht gebaut wurde, so dass die Granaten bis zum Versand in Siegelsbach gelagert blieben.
Um 1942 begann die Organisation Todt, die Anlage unter der Tarnbezeichnung „Baubetrieb Neustadt“ massiv zu erweitern, wurde jedoch bis Kriegsende nur zu gut einem Drittel damit fertig. Ab Mai 1944 begann man, eine große Fabrikationsstätte für Rollen- und Kugellager der VKF (heute: SKF GmbH Schweinfurt) im Stollen einzurichten. Im September 1944 lief die Produktion an. Das Verwaltungs- und Stammpersonal stellten die Stammwerke in Schweinfurt und Bad Cannstatt.
Für den Stollenvortrieb und als Produktionshelfer wurden Zwangsarbeiter aus dem in unmittelbarer Nachbarschaft gelegenen KZ Neckarelz eingesetzt. Hierzu befand sich auch ein Barackenlager vor Ort auf dem Gelände der heutigen Tagungsstätte der Evangelischen Jugend in Baden, woran das dortige Mahnmal für die deportierten Juden aus Baden erinnert.
Das Werk wurde bis Kriegsende 1945 betrieben, danach wurden die Eingänge von der Wehrmacht gesprengt. Die Amerikaner ließen die Zugänge wieder freilegen und veranlassten den Rücktransport der Maschinen und Einrichtungen an die Stammwerke in Schweinfurt und Bad Cannstatt.

### Gipsabbau nach dem Zweiten Weltkrieg

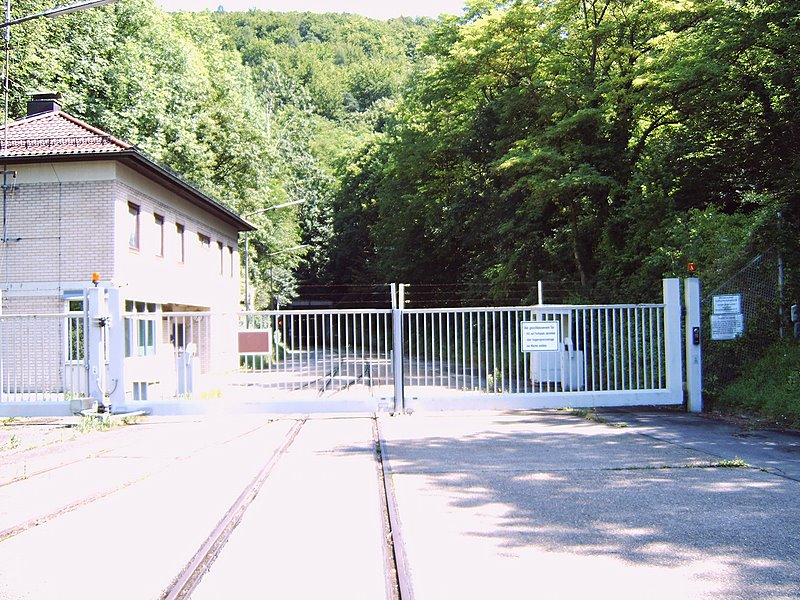
Bus- und Schwerlasteinfahrt zum Stollen Neckarzimmern

Am 1. August 1946 wurden zwischen der Portland Zement AG und der Familie von Gemmingen-Hornberg ein neuer Vertrag geschlossen, der den Abbau des Gipsvorkommens regelte. Der Rohgips sollte künftig im neu erworbenen Gipswerk (Neckarzimmern) weiterverarbeitet werden. Als Vergütung wurden 250 Reichsmark pro Monat und 0,07 Reichsmark pro Tonne Rohgips vereinbart. Etwa gleichzeitig wurde ein Teil der Stollenanlage an die Champignonzucht Beck vermietet. Wegen der zunehmend schlechter werdenden Rohgipsqualität im Stollen wurde zum 31. Juli 1952 der Abbauvertrag durch die Portland Zement AG gekündigt und der Gipsabbau eingestellt.

### Materialdepot der Bundeswehr

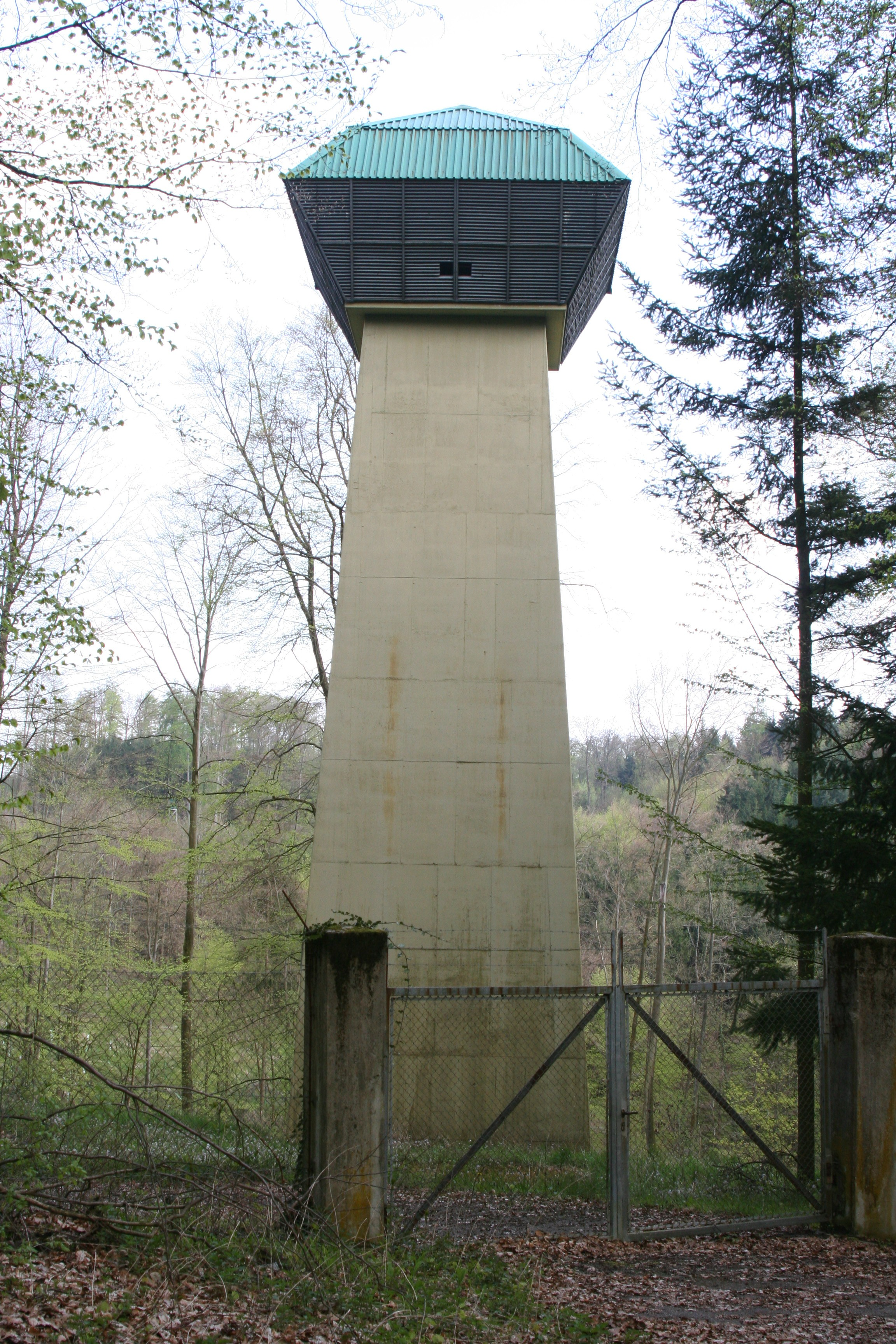
Lüftungsschacht des Depots

Bereits 1953 interessierte sich die United States Army für die Anlage, um sie als Militärdepot zu nutzen. Daraufhin erfolgten mehrere Besichtigungen und Überprüfungen der Anlage, später auch durch Vertreter der gerade erst gegründeten Bundeswehr. Schließlich kam es 1957/58 zum Abschluss eines Mietvertrages zwischen der Eigentümerfamilie und der Bundesrepublik Deutschland. Die Bundeswehr nutzt seitdem den Stollen als Materialdepot. Außerdem befinden sich Werkstätten sowie Fernmelde- und IT-Knoten und Weiteres im Stollen.
1973 unterbreitete die Bundesrepublik Deutschland der Familie von Gemmingen-Hornberg ein Angebot zum Kauf des Stollens und der darüber befindlichen Wald- und Ackerflächen. Jedoch lehnten die Eigentümer den Verkauf dieses jahrhundertealten Familienbesitzes ab. Mitte der 1980er Jahre sah sich die Eigentümerfamilie einem weiteren Versuch von staatlicher Seite ausgesetzt, die Anlage für den Staat zu reklamieren. Daraufhin folgte ein Kündigungsschreiben und die Einstellung der Mietzahlungen. Ein daraufhin angestrengtes Gerichtsverfahren verwarf jedoch diesen staatlichen Versuch, den Rechts- und Eigentumsstatus des Stollens zugunsten des Staates zu ändern.
1996 arbeiteten etwa 1.200 zivile und militärische Mitarbeiter in der Untertageanlage, die folgende Stellen umfasste:
- Luftwaffenmaterialdepot 41
- Luftwaffenwerft 41
- Materialkontrollzentrum Süd
- Rechenzentrum EIFEL
- Fernmeldevermittlung
- Heeresgerätehauptdepot
- Technische Betriebsgruppe der örtlichen Standortverwaltung

Durch die häufige Umorganisation der Bundeswehr in den letzten Jahren spiegelt dies aber nicht mehr den aktuellen Stand. Derzeit werden von der Bundeswehr etwa 170.000 m² Fläche sowie mehr als 40 km Straßen und Wege im Berg genutzt.
Immer wieder stand die Anlage wegen der vermeintlich hohen Unterhaltungskosten zur Disposition. Dem entgegen stehen die hohe und mit vergleichsweise geringem Aufwand aufrechtzuerhaltende Sicherheit vor Diebstahl von Material und Waffen sowie die wegen des definierten Klimas im Stollen weit geringere Materialbeeinträchtigung durch Korrosion, wodurch geringere oder gar keine Konservierungsmaßnahmen des eingelagerten Materials notwendig sind. Neben militärischen Aspekten und aus Gründen der Wirtschaftlichkeit und des Kosteneinsparpotenzials gegenüber Übertageanlagen entschied man sich bis in die Gegenwart jeweils für die Weiterbenutzung bzw. den weiteren Ausbau der Anlage.